# Parigné
Parigné (en bretó Parinieg, en gal·ló Parinyaè) és un municipi francès, situat a la regió de Bretanya, al departament d'Ille i Vilaine. L'any 2006 tenia 1.257 habitants.

## Demografia
| 1962                                       | 1968 | 1975 | 1982  | 1990  | 1999  |
| ------------------------------------------ | ---- | ---- | ----- | ----- | ----- |
| 976                                        | 965  | 911  | 1.046 | 1.068 | 1.133 |
| Des de 1962: població sense dobles comptes |      |      |       |       |       |

## Administració
| Període   | Identitat                       | Partit |
| --------- | ------------------------------- | ------ |
| 2001-2008 | Geoffroy du Plessis de Grenedan |        |
| 1986-     | André Lemaître                  |        |